# Unfinished Music No.1: Two Virgins
Unfinished Music No.1: Two Virgins är ett album inspelad av John Lennon och Yoko Ono 1968. Det är ett resultat av en inspelning i Lennons hemmastudio. 
Two Virgins var det tredje inspelade skivan på Apple Records skivbolag (Apple Stereo T-5001), efter George Harrisons Wonderwall Music och The Beatles ("The White Album").
Skivan väckte stor debatt då Lennon och Ono uppträdde nakna på omslaget. På framsidan är de fotograferade nakna framifrån, på baksidan nakna bakifrån. Längst ner finns ett citat från Paul McCartney: "When two great saints meet it is a humbling experience. The long battlesto prove he was a Saint".
Skivan distribuerades dock ofta med ett extra brunt skyddsomslag med citat ur Första Mosebok 2:21-25, där det står att Gud skapade människan naken. 
En intressant detalj är att John Lennon inte är helt naken på omslaget, utan bär ett halsband. Detta behöver inte vara ett förbiseende från Lennons sida, utan jämförbart med då Lennon skulle lära sig teckna kroki på konstskolan i Liverpool och den kvinnliga modellen inte tagit av sig sitt armbandsur. Istället för att lämna in en teckning på den nakna kvinnan, lämnade Lennon sedan in en teckning på armbandsuret.

## Låtlista
Alla låtar är skrivna av Yoko Ono och John Lennon om inget annat anges.

### Sida ett
1. "Two Virgins Side One": – 14:14
  - "Two Virgins No. 1"
  - "Together" (George Buddy DeSylva, Lew Brown, Ray Henderson)
  - "Two Virgins No. 2"
  - "Two Virgins No. 3"
  - "Two Virgins No. 4"
  - "Two Virgins No. 5"

### Sida två
1. "Two Virgins Side Two": – 15:13
  - "Two Virgins No. 6"
  - "Hushabye Hushabye" (okänd kompositör)
  - "Two Virgins No. 7"
  - "Two Virgins No. 8"
  - "Two Virgins No. 9"
  - "Two Virgins No. 10"

Rykodisc CD bonuslåt: "Remember Love" (Ono)